# Brocourt-en-Argonne
Brocourt-en-Argonne è un comune francese di 47 abitanti situato nel dipartimento della Mosa nella regione del Grand Est. Dal 1973 al 2003 ha fatto parte del comune di Récicourt.